# Florilegus festivus
Florilegus festivus är en biart som först beskrevs av Smith 1854.  Florilegus festivus ingår i släktet Florilegus och familjen långtungebin. Inga underarter finns listade i Catalogue of Life.